# Wilhelm Bernhard
Wilhelm Bernhard (Worb, Cantão de Berna, 8 de novembro de 1920 – Buenos Aires, 9 de outubro de 1978) foi um patologista suíço. É conhecido por suas descobertas durante o uso pioneiro do microscópio eletrônico na década de 1950 no Centro de Pesquisa do Câncer em Villejuif, perto de Paris.

## Vida
Wilhelm Bernhard interessou-se na juventude por astronomia e construiu seus próprios telescópios. Bernhard estudou medicina na Universidade de Berna e na Universidade de Genebra e serviu após um doutorado em 1946 por um no Exército Suíço. Em 1947 foi para Paris, onde continuou sua formação em patologia com Charles Oberling. Através de sua mediação tornou-se chefe do recém-criado Laboratório de Microscopia Eletrônica em Villejuif no Institut André Lwoff (Institut de Recherche Scientifique sur le Cancer). Na década de 1950 o laboratório era um centro de pesquisa do interior das células usando microscopia eletrônica. Bernhard desenvolveu e aperfeiçoou muitas novas técnicas (técnicas de coloração, microtomia criogênica, autorradiografia com microscópio eletrônico, imunocitoquímica). Foi primeiro Attaché de recherches no Centre national de la recherche scientifique (CNRS), a partir de 1953 Chargé des recherches, a partir de 1956 Maître des recherches e a partir de 1961 Directeur des recherches. A partir de 1965 foi presidente da 11Société française de Microscopie électronique e a partir de 1968 membro do conselho da International Society for Cell Biology. Bernhard morreu inesperadamente em Buenos Aires a caminho de uma conferência científica em Mendoza, na Argentina.

## Reconhecimentos
Recebeu o Prêmio Paul Ehrlich e Ludwig Darmstaedter de 1967. Em 1962 foi Doctor honoris causa da Universidade de Basileia e da Universidade de Bruxelas. Recebeu em 1975 a Medalha Schleiden da Academia Leopoldina, da qual era membro. Em 1957 recebeu o Prix Louis Darracq da Académie des Sciences, em 1972 o Prêmio Howard Taylor Ricketts da Universidade de Chicago. Em 1973 foi cavaleiro da Ordem Nacional do Mérito (França).